# Biéville-Quétiéville
Biéville-Quétiéville är en kommun i departementet Calvados i regionen Normandie i norra Frankrike. Kommunen ligger i kantonen Mézidon-Canon som ligger i arrondissementet Lisieux. År 2018 hade Biéville-Quétiéville 358 invånare.

## Befolkningsutveckling
Antalet invånare i kommunen Biéville-Quétiéville
Referens: INSEE